# Rudolf Trenkel
Rudolf Trenkel, nemški častnik, vojaški pilot in letalski as, * 17. januar 1918, Neudorf, † 26. april 2001.

## Življenjepis
Rudolf Trenkel je v nemške oborožene sile, Wehrmacht vstopil že leta 1936, v Luftwaffe pa leta 1939. 22. februarja 1942 je bil dodeljen v sedmo eskadriljo 77. polka, 7./JG 77, ki je delovala na južnem delu vzhodne fronte. 26. marca 1942 je dosegel svojo prvo zračno zmago, ko je sestrelil sovjetsko dvokrilno lovsko letalo Polikarpov I-153. 
1. maja 1942 je bil premeščen v polkovni štab (nemško: Geschwaderstab) JG 52 in med služenjem v tej enoti dosegel tri zmage. 15. junija 1942 je bil dodeljen v drugo eskadriljo istega polka, v 2./JG 52. 
Svojo dvajseto zračno zmago je Trenkel dosegel 2. novembra 1942, 17. decembra pa je v enem dnevu sestrelil kar šest sovražnih letal. Novih pet zmag je dosegel 16. aprila 1943 (zmage št. 46. do 50.) ter štiri 2. junija istega leta (73.-76.). Junija 1943 je bil premeščen k dopolnilni enoti, Ergänzung-Jagdgruppe Ost. V tej enoti je dosegel tri zmage. Za 76 doseženih zmag je bil 19. avgusta 1943 odlikovan z Viteškim križem.
Oktobra 1943 se je Trenkel po krajši odsotnosti vrnil na fronto k 2./JG 52 in v tem mesecu dosegel 18 zračnih zmag. 2. novembra je bil njegov Messerschmitt Bf 109 G-6 (serijska št. 140 167) z oznako “Črna 3” zadet v boju s sovjetskim lovcem Jakovlev Jak-9, sam pa je bil v spopadu hudo ranjen. Med okrevanjem je obiskoval šolo za častnike, ki jo je uspešno zaključil. S činom nadporočnika je bil nato dodeljen v štab polka JG 52. 
Po vrnitvi na bojišče je 14. julija 1944 dosegel svojo stoto zračno zmago. 15. avgusta 1944 je Rudolf Trenkel postal poveljnik eskadrilje (Staffelkapitän) 2./JG 52. Na tem položaju je v oktobru dosegel 12 zmag v 10 dneh, a bil kar petkrat tudi sam sestreljen. 15. oktobra je v enem dnevu sestrelil šest sovražnih letal za zmage od 122 do 127. 
Ponovno je bil sestreljen 15. marca 1945, ko je njegovo letalo Bf 109 G-14 (serijska št. 465 260) z oznako “Črna 12” zadela protiletalska obramba. Trenkel je ranjen izskočil iz padajočega letala in se predal ameriškim enotam, te pa so ga predale Sovjetom. Po štirih tednih so ga zaradi poslabšanega zdravstvenega stanja izpustili iz ujetništva in poslali v domovino. 
Rudolf Trenkel je na več kot 500 bojnih nalogah dosegel 138 zračnih zmag, vse na vzhodni fronti proti sovjetskim silam. Med sestreljenimi letali je bilo kar 42 jurišnikov Iljušin Il-2 Šturmovik. 

## Odlikovanja
- Železni križec 2. in 1. razreda
- Ehrenpokal der Luftwaffe (11. december 1942)
- Nemški križ v zlatu (15. januar 1943)
- Viteški križ železnega križca (19. avgust 1943)